# Рьодермарк
Рьодермарк (на немски: Rödermark) е град, както и община в Германия, разположен в окръг Офенбах, провинция Хесен. Намира се на около 154 метра надморска височина. Населението на града към 31 декември 2020 г. е 28 344 души.